# Carl Sædén
Carl Gustaf Sædén (i riksdagen kallad Sædén i Bygdeå), född 8 april 1848 i Umeå, död 18 januari 1925 i Bygdeå socken, var en svensk präst och politiker (liberal). 
Carl Sædén var son till en handlande men tillhörde en prästsläkt där man använt namnen Sædén och Sædenius. Han blev student vid Uppsala universitet 1870 och  prästvigdes 1872. Han var komminister i Anundsjö församling 1876–1884 och i Bygdeå församling från 1884 till sin död 1925. Teologiskt anslöt han sig till apokatastatisläran.
Sædén var kommunalnämndens ordförande i Bygdeå landskommun 1887–1925 och i omgångar ledamot i Västerbottens läns landsting. Han var riksdagsledamot i andra kammaren 1906–1908 för Västerbottens mellersta domsagas valkrets. I riksdagen betecknade han sig som vilde 1906, men anslöt sig 1907 till Frisinnade landsföreningens riksdagsgrupp Liberala samlingspartiet. I riksdagen engagerade han sig främst i kyrkliga frågor. 
Sædén var gift med Fredrika Klockhoff, vars far var förste lantmätare i Västerbottens län. En son till makarna var Carl Sædén, som under en lång följd av år var överläkare på Kroppefjälls sanatorium.